# 遐旺
遐旺《明太宗实录》中提到的渤泥王麻那惹加那的儿子，明朝永乐六年（1408年）十二月丁丑，明朝政府遣中官张谦、行人周航护送嗣渤泥国王遐旺等还国。
遐旺于永乐十年（1412年）八月再次访华，同年九月，永樂帝接見、赐宴。十一月，赏赐冠冕、腰带、有花纹的丝绸衣服等。
永乐十一年（1413年），遐旺回国。此后中国文莱历史中再也没有记载这位文莱王子。